# Тарту
Тарту (естон. Tartu историјско немачко име Dorpat, од првобитног имена Tarbatu, рус. Юрьев, Дерпт) је други по величини град у Естонији, после главног града Талина. Тарту је и седиште истоименог округа Тарту.
Тарту је познат као културна и универзитетска престоница Естоније, чији је универзитет основан далеке 1632. године.

## Географија
Тарту налази у југоисточном делу Естоније. Град је удаљен 186 km југоисточно од главног града Талина. Град истовремено спада и у најисточније веће градове унутар Европске уније.
Рељеф: Град Тарту је смештен у равничарском подручју, на приближно 45 m надморске висине. Само језгро града образовало се око омањег брега изнад реке Емајоги.
Клима: У Тартуу влада нешто оштрији облик континенталне климе. Град спада у хладније у Естонији.
Воде: Река Емајоги протиче кроз град и дели га на већи, западни и мањи, источни део града.

## Историја
Први помен насеља на данашњем месту везује се за средњовековне руске хронике из раног 11. века. У 12. веку тадашње руско место Јурјев је било највеће у датом окружењу.
Од 13. века град припада трговачком удружењу Ханза. Тарту је био посредник у трговини између Ханзе и руских градова Пскова и Новгорода. У ово време град добија немачки карактер, који ће носити све до средине 19. века. У 16. веку град преузимају Литванци, а каније Швеђани.
Руско царство преузима цео простор данашње Естоније заједно са Тартуом 1721. године. Већи део града је уништио пожар 1775. године, тако да данас најлепше грађевине потичу из 18. и нарочито 19. века. Између 1893. и 1918. године град се званично звао Јурјев, а естонска и немачка имена су била делом забрањена. Ово име се није укоренило ни у руском језику.
1919. године Тарту је постао део независне Естоније, да би 1940. године био прикључен СССР-у у оквиру Естонске републике. Када се Естонија поново осамосталила 1991. година град се поново нашао у њеним границама.

## Становништво
| Година       |
| Становништво |
| ------------ |

По подацима из 2010. године у Тартуу живи 103.284 становника. Последњих пар година градско становништво поново расте након дводеценијског опадања (1990. - преко 115 хиљ. ст.).
Етнички састав: Током 20. века становништво Тартуа из корена се променило по свом етничком саставу. На почетку века већина су били Немци (тзв. Балтички Немци) са мањинским Русима, Естонцима и Јеврејима. Немци су се масовно иселили у матицу после Првог светског рата, док је број Руса такође опао са естонском независношћу 1919. године, па поново растао у време СССР-а. Са новим осамостаљењем Естоније 1991. удео Руса и других народа бившег СССР-а поново је почео опадати.
Данашњи етнички састав (2008)је:
- Естонци - 80,3%
- Руси - 15,6%
- Украјинци - 1,2%
- Финци - 1,1%
- остали.

## Образовање
Данас је Тарту псоебно познат по најважнијем универзитету у држави. Универзитет у Тартуу је 1632. године основао шведски краљ Густав II Адолф, да би га 1802. године обновио руски цар Александар I, уз подршку локалних балтичких Немаца, као универзитет на немачком језику. У задњим деценијама Руске Империје универзитет је добио руски карактер.

## Партнерски градови
- Рига
- Линебург
- Тампере
- Каунас
- Ферара
- Санкт Петербург
- Хабнарфјердир
- Упсала

## Галерија
- Градска кућа Тартуа
- Јани црква лутеранског обреда
- Универзитет у Тартуу
- Руска православна црква Светог Ђорђа